# Lagynos
Lagynos er en antik græsk vasetype. Den er beslægtet med oinochoe, men har en fladere form og mangler oinochoens typiske trebladede munding. Formen opstod i antikkens Grækenland.